# Upsilon Andromedae d

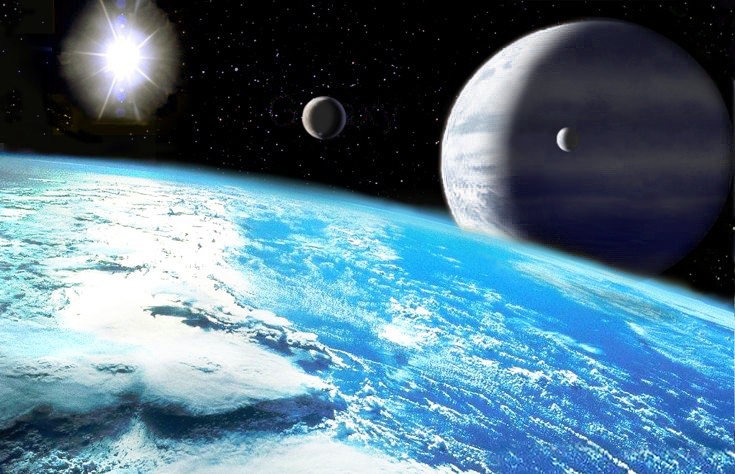
Impressão artística de Upsilon Andromedae d vista de uma hipotética lua com características semelhantes à da Terra. Podem ser vistos à frente outras luas desse planeta e ao fundo a sua estrela.

Upsilon Andromedae d, nomeado como Majriti, é um exoplaneta que órbita uma estrela como o Sol chamada "Upsilon Andromedae". Foi descoberto em abril de 1999 por Geoffrey Marcy e R. Paul Butler. Trata-se de um gigante gasoso, que é o terceiro planeta conhecido em ordem de distância à sua estrela e o mais externo nesse sistema sistema planetário. Está situado na chamada "zona habitável", mas como é um gigante gasoso não pode conter vida, porém uma lua pode ter características semelhantes à da Terra, podendo até mesmo suportar vida.